# Lars Berger (idrottsman)
Lars Berger, född 1 maj 1979 i Levanger i Norge, är en norsk före detta  skidskytt och längdskidåkare. Han är bror till Tora Berger. Lars Berger var känd för sin tidvis oerhörda snabbhet i skidspåret. Som skidskytt låg hans absoluta svaghet på skyttevallen, där han många gånger hade skjutit bort sina chanser.
Lars Berger är den ende manliga idrottsutövare som varit världsmästare i både längdåkning och skidskytte.

## Meriter
Världsmästerskap
Skidskytte
- 2004: 
  - 15 km masstart – silver
  - 4 x 7,5 km stafett – silver
- 2009:
  - 10 km sprint – silver
  - 4 x 7,5 km stafett - guld

Längdåkning
- 2005:
  - 4 x 10 km stafett – guld
- 2007:
  - 4 x 10 km stafett – guld
  - 15 km fri stil – guld

 Världscupen:
- Världscupen totalt
  - 2003: 5:a
- Världscupen, delcuper
  - 2003:  
    - Sprint – 3:a
- Världscuptävlingar: 4 segrar (januari 2011)